# 3BL
3BL（スリービーエル）は、インド初のプロ3x3リーグ。国際バスケットボール連盟公認。
チェアマンは加藤慶也、コミッショナーはRohit Bakshi。運営はグルグラムに本社を置くYKBK ENTERPRISE PRIVATE LIMITEDが行っている。運営会社はFIBAよりインドおよびインド周辺国（インド亜大陸）での3x3の排他的権利を認められている。

## 沿革
- 2017年9月 - グルガオンにてショーケースイベント「3x3 ROAD TO MEXICO」を開催。
- 2018年 - 初年度シーズンを6月9日から8月26日まで開催。12チームが参加[2]。
- 2019年 - 女子リーグを創設[3]
- 2022年2月 - タイ国スポーツ庁で調印式典が開催され、タイバスケットボール協会とYKBK Thailandの間で「3BLタイリーグ」の発足が発表された[4]。

## 参加チーム
2019年
男子
- アーメダバード ウィンガーズ
- アイゾール レジェンズ
- バンガロール マチャス
- チャンディーガル チャレンジャーズ
- チェンナイ アイコンズ
- デリー フーパーズ
- ゴア スナイパーズ
- グルグラム マスターズ
- ハイデラバード ボーラーズ
- コルカタ ウォリアーズ
- ラクナウ ライガーズ
- ムンバイ ヒーローズ

女子
- コインバートル スパンキーズ
- デリー ディーヴァス
- ジャイプル リーガルズ
- コーチ スターズ
- ルディヤーナー クイーンズ
- プネー パンサーズ

## 優勝チーム
- 2018 デリー フーパーズ
- 2019 チャンディガル・チャレンジャーズ（カンファレンスA）、グルグラム・マスターズ（B）、コーチ スターズ（女）